# Oikophobie
En psychiatrie, l'oikophobie (synonyme de domatophobie et d'écophobie) est une aversion pour le milieu familial. Le terme peut également être utilisé plus généralement pour signifier une peur anormale (une phobie) de la maison ou du contenu d'une maison (« peur des appareils électroménagers, de l'équipement, des baignoires, des produits chimiques ménagers et d'autres objets courants dans la maison »). Le terme dérive des mots grecs oikos, qui signifie ménage, maison ou famille, et phobos, qui signifie « peur ». 
En 1808, le poète et essayiste Robert Southey a utilisé le mot pour décrire un désir de quitter la maison et de voyager. L'utilisation de Southey comme synonyme de wanderlust a été reprise par d'autres écrivains du XIXe siècle. 
Le terme a également été utilisé dans des contextes politiques pour désigner de manière critique des idéologies politiques qui répudient leur propre culture et en louent d'autres. Roger Scruton en a fait la première utilisation de ce type dans un livre paru en 2004.
Selon Arturo Pérez-Reverte : « Une partie de l’immigration musulmane en Europe souffre d’oikophobie, la haine de l’endroit où l’on vit ». 

## Usage psychiatrique
Dans un usage psychiatrique, l'oikophobie fait généralement référence à la peur de l'espace physique de l'intérieur de la maison et est particulièrement liée à la peur des appareils électroménagers, des bains, des équipements électriques et d'autres aspects de la maison perçus comme potentiellement dangereux. Le terme désigne uniquement la peur des objets à l'intérieur de la maison. La peur de la maison elle-même est appelée domatophobie. Après la Seconde Guerre mondiale, certains commentateurs ont utilisé le terme pour faire référence à une supposée « peur et répugnance des travaux ménagers » vécue par les femmes qui travaillaient à l'extérieur de la maison et qui étaient attirées par un mode de vie consumériste. 

## Utilisation par Southey
Southey a utilisé le terme dans Letters from England (1808), déclarant qu'il s'agit d'une conséquence d'un « certain état de civilisation ou de luxe », faisant référence à l'habitude des gens riches de visiter les villes thermales et les stations balnéaires pendant les mois d'été. Il mentionne également la mode des voyages pittoresques vers des paysages sauvages, tels que les hauts plateaux d'Écosse. Le lien fait par Southey entre l'oikophobie, la richesse et la recherche de nouvelles expériences a été repris par d'autres auteurs et cité dans les dictionnaires. Un écrivain a publié en 1829 un essai sur son expérience de témoin de la bataille de Waterloo, déclarant que « l'amour de la locomotion est si naturel pour un Anglais que rien ne peut le ramener chez lui, à part l'impossibilité absolue de vivre à l'étranger. Aucune telle nécessité impérieuse n'agissant sur moi, j'ai cédé à mon oikophobie et l'été 1815 m'a trouvé à Bruxelles". En 1959, l'auteur anglo-égyptien Bothaina Abd el-Hamid Mohamed a utilisé le concept de Southey dans son livre Oikophobia: ou, Un engouement littéraire pour l'éducation par le voyage (Oikophobia: or, A literary craze for education through travel). 

## Usage politique
Dans son livre de 2004, L'Angleterre et le besoin des nations (England and the Need for Nations), le philosophe conservateur britannique Roger Scruton a adapté le mot pour signifier « la répudiation de l'héritage et de la maison ». Selon Scruton, l'oikophobie est « une étape par laquelle passe normalement l'esprit de l'adolescent », mais qu'il s'agit d'une caractéristique de certaines impulsions et idéologies politiques, typiquement de gauche, qui épousent la xénophilie, c'est-à-dire la préférence pour les cultures étrangères. 

Scruton utilise le terme comme antithèse de la xénophobie. Dans son livre, Roger Scruton: Philosophe sur la plage de Douvres, Mark Dooley décrit l’existence au sein de l'établissement universitaire occidental d'une oikophobie ayant pour objet le rejet « à la fois de la culture occidentale et des anciens programmes éducatifs qui cherchaient à transmettre ses valeurs humaines ». Ce rejet trouverait sa source, selon Scruton, dans les écrits de Jacques Derrida et des attaques contre la « société bourgeoise » par Michel Foucault. Cette « anti-culture » visait directement les choses saintes et sacrées, en les condamnant et les répudiant comme oppressifs et instruments de pouvoir. 
 Derrida est un oikophobe classique dans la mesure où il rejette le désir de foyer que les traditions théologiques, juridiques et littéraires occidentales satisfont [...] La déconstruction de Derrida cherche à bloquer le chemin vers cette « expérience centrale » de l'adhésion, préférant plutôt une existence sans racines fondée « sur rien ». 
 Le motif sous-jacent de l'oikophobie serait non pas la substitution au judéo-christianisme d'un autre système cohérent de croyance mais une aversion extrême pour le sacré et la volonté de supprimer la relation de la culture occidentale avec le sacré. Le paradoxe de l'oikophobie semble être que toute opposition dirigée contre la tradition théologique et culturelle de l'Occident doit être encouragée même si elle est « beaucoup plus bornée, exclusiviste, patriarcale et ethnocentrique ». Scruton a décrit « une forme chronique d'oikophobie [qui] s'est répandue dans les universités américaines, sous le couvert du politiquement correct ». 
L'utilisation de Scruton a été reprise par certains commentateurs politiques américains pour désigner ce qu'ils considèrent comme un rejet de la culture américaine traditionnelle par l'élite libérale . En août 2010, James Taranto a écrit une chronique dans le Wall Street Journal intitulée « Oikophobie: pourquoi l'élite libérale trouve les Américains répugnants ». Dans cette chronique, Taranto qualifiait les partisans du Centre culturel islamique de New York d'oikophobes qui défendaient des musulmans visant « à exploiter les atrocités du 11 septembre ». Aux Pays-Bas, le terme d'oikophobie a été adopté par le politicien et écrivain Thierry Baudet, qu'il décrit dans son livre, Oikophobia: The fear of home (La peur de la maison).